# Onur Kıvrak
Onur Recep Kıvrak (Alaşehir, 1 de janeiro de 1988) é um ex-futebolista turco que atuava como goleiro.

## Carreira
Onur Kıvrak fez parte do elenco da Seleção Turca de Futebol da Eurocopa de 2016.